# Anopheles georgianus
Anopheles georgianus este o specie de țânțari din genul Anopheles, descrisă de King în anul 1939. Conform Catalogue of Life specia Anopheles georgianus nu are subspecii cunoscute.